# Acanthodillo spinosus
Acanthodillo spinosus là một loài chân đều trong họ Armadillidae. Loài này được Dana miêu tả khoa học năm 1853.